# Tour der französischen Rugby-Union-Nationalmannschaft nach Südamerika 1974
| Tour der Franzosen nach Südamerika 1974 | Tour der Franzosen nach Südamerika 1974 | Tour der Franzosen nach Südamerika 1974 | Tour der Franzosen nach Südamerika 1974 | Tour der Franzosen nach Südamerika 1974 |
| Übersicht                               | S                                       | G                                       | U                                       | N                                       |
| --------------------------------------- | --------------------------------------- | --------------------------------------- | --------------------------------------- | --------------------------------------- |
| Test Matches                            | 2                                       | 2                                       | 0                                       | 0                                       |
| Sonstige Spiele                         | 6                                       | 6                                       | 0                                       | 0                                       |
| Gesamt                                  | 8                                       | 8                                       | 0                                       | 0                                       |
|                                         |                                         |                                         |                                         |                                         |
| Argentinien                             | 2                                       | 2                                       | 0                                       | 0                                       |

Die Tour der französischen Rugby-Union-Nationalmannschaft nach Südamerika 1974 umfasste eine Reihe von Freundschaftsspielen der französischen Rugby-Union-Nationalmannschaft. Sie reiste im Juni 1974 durch Brasilien und Argentinien, wobei sie während dieser Zeit acht Spiele bestritt. Darunter waren zwei Test Matches gegen die argentinische Nationalmannschaft. Auf dem Programm standen außerdem sieben Spiele gegen argentinische Vereine und eines gegen die brasilianische Nationalmannschaft, das keinen Test-Match-Status hatte. In sämtlichen Partien gingen die Franzosen als Sieger vom Platz.

## Spielplan
- Hintergrundfarbe grün = Sieg

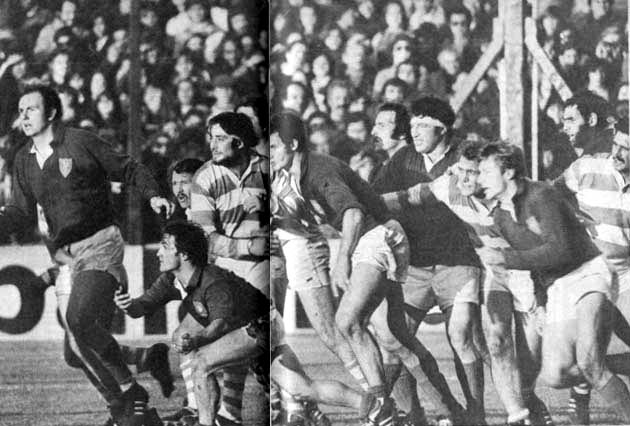
Spielszene im ersten Test Match gegen Argentinien

(Test Matches sind grau unterlegt; Ergebnisse aus der Sicht Frankreichs)
| # | Datum         | Gegner                         | Ort                   | Stadion                    | Ergebnis |
| - | ------------- | ------------------------------ | --------------------- | -------------------------- | -------- |
| 1 | 01. Juni 1974 | Brasilien                      | São Paulo             | São Paulo Athletic Club    | 99:7     |
| 2 | 08. Juni 1974 | San Isidro Club                | Buenos Aires          | Estadio Ferro Carril Oeste | 34:10    |
| 3 | 12. Juni 1974 | Unión de Rugby de Cuyo         | Mendoza               | Mendoza Rugby Club         | 59:4     |
| 4 | 16. Juni 1974 | Unión de Rugby de Buenos Aires | Buenos Aires          | Estadio Ferro Carril Oeste | 31:9     |
| 5 | 20. Juni 1974 | Argentinien                    | Buenos Aires          | Estadio Ferro Carril Oeste | 20:15    |
| 6 | 23. Juni 1974 | Unión de Rugby de Rosario      | Buenos Aires          | Estadio Ferro Carril Oeste | 21:10    |
| 7 | 26. Juni 1974 | Seleccionado del Interior      | San Miguel de Tucumán | Tucumán Lawn Tennis Club   | 61:12    |
| 8 | 29. Juni 1974 | Argentinien                    | Buenos Aires          | Estadio Ferro Carril Oeste | 31:27    |

## Test Matches
| 20. Juni 1974 | Argentinien                                                         | 15 : 20        | Frankreich                                                                   | Estadio Ferro Carril Oeste, Buenos Aires Zuschauer: 37.000 Schiedsrichter: Anthony Lewis (Wales) |
| 20. Juni 1974 | Versuche: Rodríguez Jurado Erhöhungen: Porta Straftritte: Porta (3) | (12:6) Bericht | Versuche: Bertranne Dourthe Fouroux Erhöhungen: Romeu Straftritte: Romeu (2) | Estadio Ferro Carril Oeste, Buenos Aires Zuschauer: 37.000 Schiedsrichter: Anthony Lewis (Wales) |

Aufstellungen:
- Argentinien: Adrián Anthony, Adolfo Etchegaray, José Fernández, Miguel Iglesias, Fernando Insua, Rito Irañeta, Roberto Matarazzo, Arturo Orzabal, Julio Otaola, Hugo Porta, Osvaldo Rocha, Arturo Rodríguez Jurado, Raúl Sanz, Alejandro Travaglini, Mario Walther
- Frankreich: Jean-Pierre Bastiat, Roland Bertranne, Victor Boffelli, Claude Dourthe , Michel Droitecourt, Jacques Fouroux, Jean-François Gourdon, Francis Haget, Jean Iraçabal, Jean-Pierre Lux, Alain Paco, Jean-Pierre Romeu, Georges Senal, Jean-Claude Skrela, Armand Vaquerin

| 29. Juni 1974 | Argentinien                                                | 27 : 31         | Frankreich                                                                             | Estadio Ferro Carril Oeste, Buenos Aires Zuschauer: 25.000 Schiedsrichter: Anthony Lewis (Wales) |
| 29. Juni 1974 | Versuche: Walther Erhöhungen: Porta Straftritte: Porta (7) | (12:12) Bericht | Versuche: Bertranne, Dourthe, Gourdon (2) Erhöhungen: Romeu (3) Straftritte: Romeu (3) | Estadio Ferro Carril Oeste, Buenos Aires Zuschauer: 25.000 Schiedsrichter: Anthony Lewis (Wales) |

Aufstellungen:
- Argentinien: Adrián Anthony, Carlos Bottarini, Adolfo Etchegaray, José Fernández, Miguel Iglesias, Fernando Insua, Roberto Matarazzo, Arturo Orzabal, Julio Otaola, Hugo Porta, Osvaldo Rocha, Arturo Rodríguez Jurado, Raúl Sanz, Alejandro Travaglini, Mario Walther
- Frankreich: Jean-Michel Aguirre, Jean-Pierre Bastiat, Roland Bertranne, Victor Boffelli, Claude Dourthe, Jacques Fouroux, Jean-François Gourdon, Francis Haget, Jean Iraçabal, Jean-Pierre Lux, Alain Paco, Georges Senal, Jean-Pierre Romeu, Olivier Saïsset , Armand Vaquerin

## Kader

### Management
- Tourmanager: Marcel Laurent
- Trainer: Jean Desclaux, Henri Fourès
- Kapitän: Claude Dourthe

### Spieler
| Spieler                | Position         | Mannschaft            |
| ---------------------- | ---------------- | --------------------- |
| Max Barrau             | Gedrängehalb     | SU Agen               |
| Jacques Fouroux        | Gedrängehalb     | La Voulte Sportif     |
| Henri Cabrol           | Verbinder        | AS Béziers            |
| Jean-Pierre Romeu      | Verbinder        | AS Montferrand        |
| Roland Bertranne       | Innendreiviertel | Stade Bagnérais       |
| Claude Dourthe         | Innendreiviertel | US Dax                |
| Jean-Martin Etchenique | Innendreiviertel | Biarritz Olympique    |
| Jean-Pierre Lux        | Innendreiviertel | US Dax                |
| Laurent Desnoyer       | Außendreiviertel | CA Brive              |
| Jean-François Gourdon  | Außendreiviertel | Racing Club de France |
| Joël Pécune            | Außendreiviertel | Stadoceste Tarbais    |
| Jean-Michel Aguirre    | Schlussmann      | Stade Bagnérais       |
| Michel Droitecourt     | Schlussmann      | AS Montferrand        |

| Spieler                 | Position             | Mannschaft           |
| ----------------------- | -------------------- | -------------------- |
| Alain Paco              | Hakler               | AS Béziers           |
| Jean-Louis Ugartemendia | Hakler               | Saint-Jean-de-Luz OR |
| Pierre Dospital         | Pfeiler              | Aviron Bayonnais     |
| Jean Iraçabal           | Pfeiler              | Aviron Bayonnais     |
| Armand Vaquerin         | Pfeiler              | AS Béziers           |
| Jean-Pierre Bastiat     | Zweite-Reihe-Stürmer | US Dax               |
| Alain Estève            | Zweite-Reihe-Stürmer | AS Béziers           |
| Francis Haget           | Zweite Reihe-Stürmer | SU Agen              |
| Jean-Claude Rossignol   | Zweite-Reihe-Stürmer | CA Brive             |
| Georges Senal           | Zweite-Reihe-Stürmer | AS Béziers           |
| Victor Boffelli         | Flügelstürmer        | Stade Aurillacois    |
| Serge Lassoujade        | Flügelstürmer        | SU Agen              |
| Olivier Saïsset         | Flügelstürmer        | AS Béziers           |
| Jean-Claude Skrela      | Flügelstürmer        | Stade Toulousain     |
| Christian Paul          | Nummer Acht          | Stadoceste Tarbais   |